# Castella (cake)

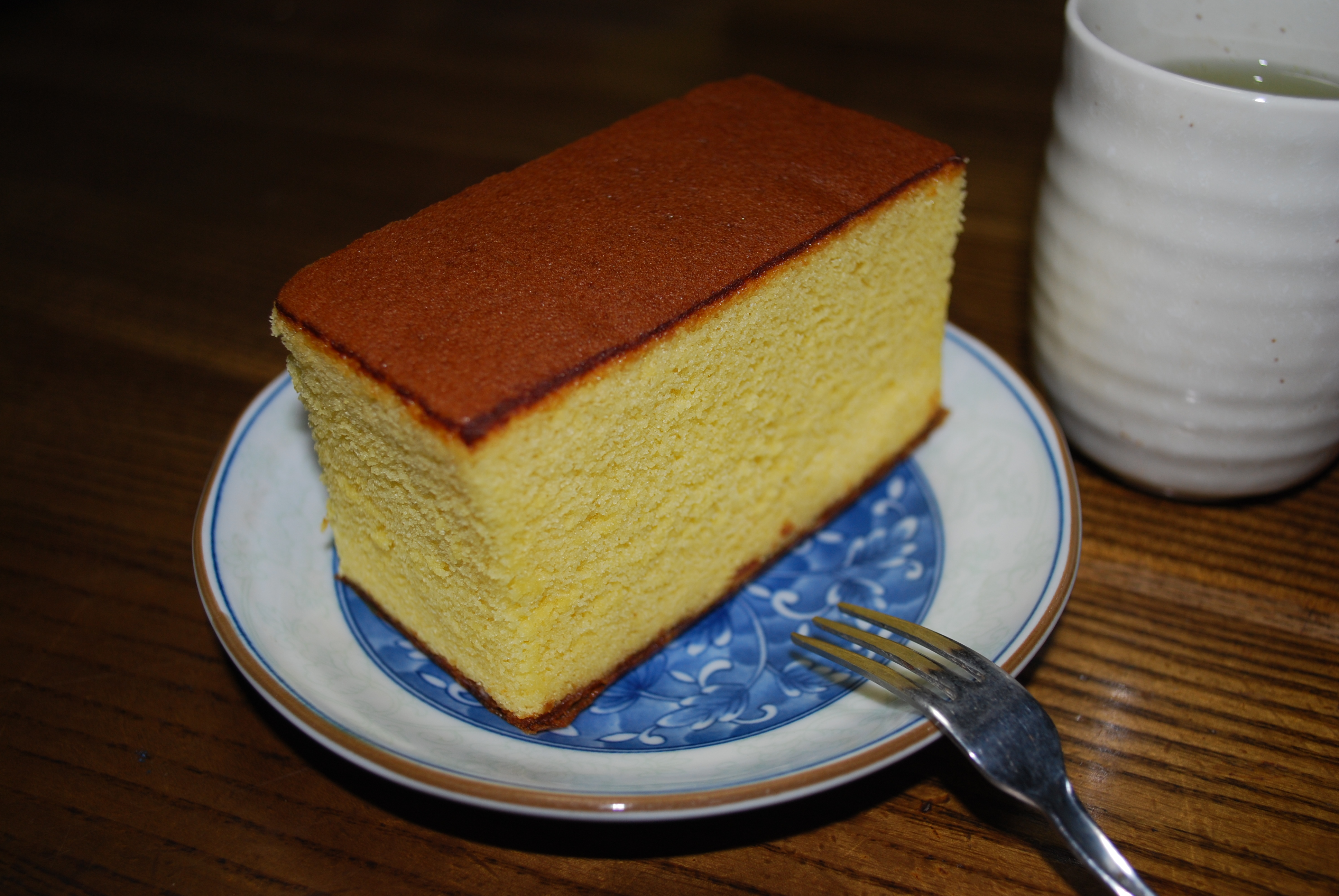
Castella

Japanse Castella, Kasutera (Japans: カステラ) genaamd in het Japans, is een populaire honing-biscuitcake die oorspronkelijk in de 16e eeuw werd geïntroduceerd door de Portugese handelaren in het gebied van Nagasaki, waar het nu nog een lokale specialiteit is. De naam is afgeleid van het Portugese Pão de Castela, wat "brood uit Castilië" betekent.
Het verschil tussen deze Japanse honingbiscuit en de westerse biscuittaart is dat de Japanse Castella slechts gebruik maakt van vier basisingrediënten: bloem, eieren, tafelsuiker en honing. De delicate en veerkrachtige textuur komt uitsluitend van het schuimen van de eieren: er wordt geen boter, olie of een rijsmiddel zoals zout of bakpoeder gebruikt. 
Traditioneel wordt Japanse Castella cake langzaam gebakken in een houten frame om een zachte, gladde textuur voor de biscuit te creëren, omdat een metalen bakpan de warmte te snel zou overbrengen en de cake te droog zou worden. Na het bakken laat men de cake afkoelen in een gesloten recipiënt om uitdrogen te voorkomen.

## Taiwanese castella
Castella werd voor het eerst geïntroduceerd in Taiwan tijdens het Taiwanese tijdperk onder Japanse heerschappij. In 1968 werkte Ye Yongqing, de eigenaar van een Japanse bakkerij in Taipei genaamd Nanbanto, samen met het Japanse bedrijf Nagasaki Honpu om een castella-bedrijf op te richten.
Castella in Taiwanese stijl is over het algemeen meer soufflé-achtig dan de Japanse variant met een custardachtige kern. Een specialiteit van Tamsui is een eenvoudige castella cake in de vorm van een kussen. Castella in Taiwanese stijl is in Japan geïntroduceerd.
Het is nu mogelijk om castella in vele variaties te vinden, met smaken als bruine suiker, honing of kaas. Ook meer exotische versies zoals matcha castella, een groene thee castella, met zijn licht groenbruine kleur; of de chocolade castella.
De castella kan in verschillende vormen gekneed worden zoals baby castella, een mini versie die in één hap gegeten kan worden, of mini castella in de vorm van Doraemon.

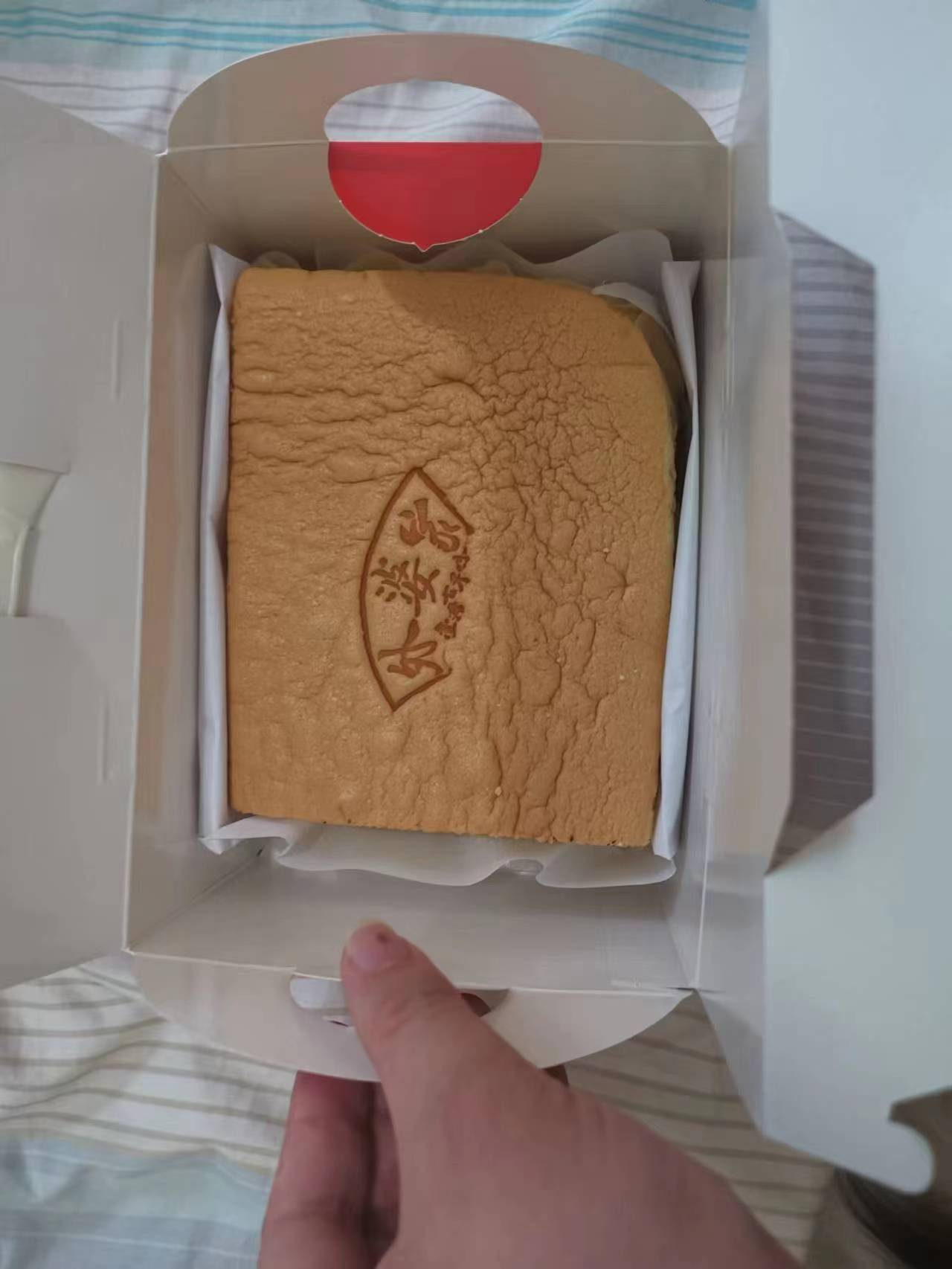
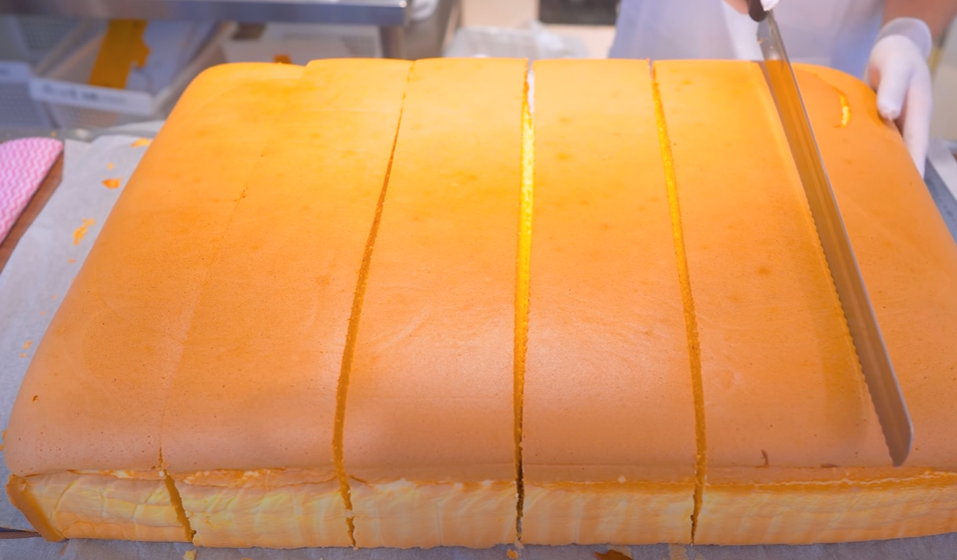
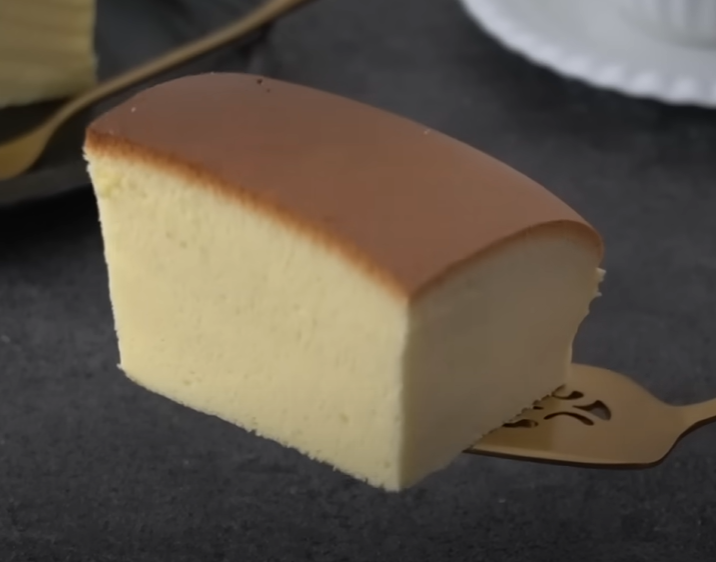
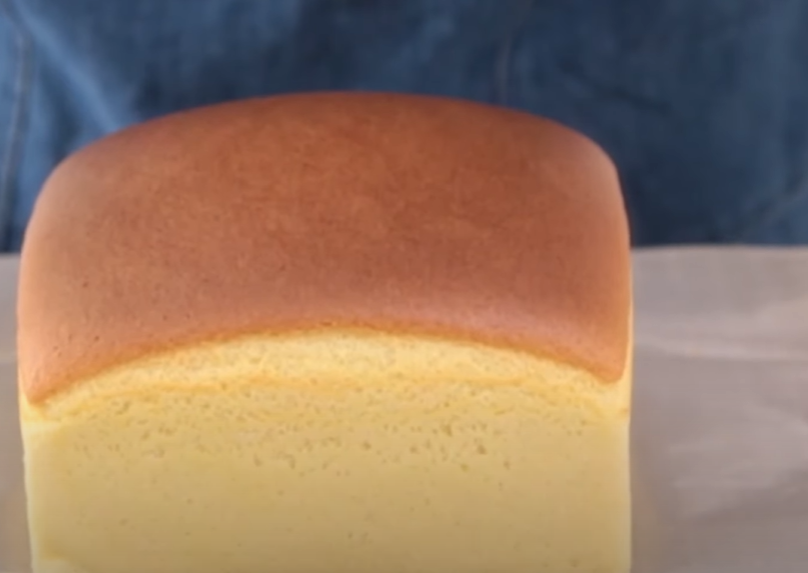
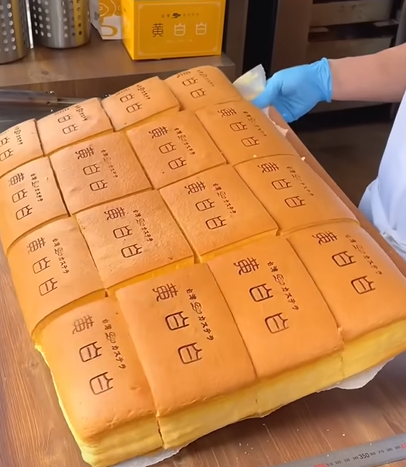